# Smilax austrozhejiangensis
Smilax austrozhejiangensis är en enhjärtbladig växtart som beskrevs av Q.Lin. Smilax austrozhejiangensis ingår i släktet Smilax och familjen Smilacaceae. Inga underarter finns listade.